# Annabel Loyola
Pour les articles homonymes, voir Loyola.
Annabel Loyola est une scénariste, réalisatrice, productrice et distributrice franco-québécoise, née à Langres (France). Elle réside à Montréal, au Québec (Canada). Elle est réalisatrice de documentaires et est reconnue pour son œuvre sur Jeanne Mance et sur l’histoire de la fondation de Montréal.

## Biographie

### Formation
La cinéaste Annabel Loyola a travaillé pendant près de vingt ans en cinéma et en télévision (production, acquisition et distribution) à Paris et à Montréal avant de se lancer dans la réalisation de ses propres projets. Elle est diplômée en scénarisation de l’Université du Québec à Montréal.

### Premier long métrage: un premier film sur Jeanne Mance
En 2010, son premier long métrage documentaire et premier film consacré à Jeanne Mance La Folle Entreprise, sur les pas de Jeanne Mance lui vaut l’attribution de la médaille de la Société historique de Montréal pour sa contribution à l’histoire de Montréal. Par ce film, elle souhaite réparer une injustice.
Le 8 mars 2011, Annabel Loyola organise la sortie montréalaise du film en collaboration avec le CHUM et le Bureau du 375e anniversaire de Montréal. Cet événement devient le point de départ d’un processus historique,, qui a permis la reconnaissance officielle de Jeanne Mance comme fondatrice de Montréal en 2012. Jeanne Mance est proclamée « fondatrice de Montréal à l’égal du fondateur Paul de Chomedey, sieur de Maisonneuve » le 17 mai 2012,. Le film connaît un rayonnement tant national qu’international,,, et est sélectionné dans plusieurs festivals. Le film connaît également des diffusions sur le Canal Savoir et sur MAtv.

### Un long métrage et un court métrage sur l'Hôtel-Dieu de Montréal
Après une première mondiale aux Rendez-vous du cinéma québécois, son deuxième long métrage documentaire Le Dernier Souffle, au coeur de l'Hôtel-Dieu de Montréal tourné sur deux ans avant la fermeture de l'Hôtel-Dieu de Montréal et produit par Amazone Film est sorti en salles au Québec au printemps 2017 dans 6 villes au Québec, sur 9 écrans et est resté à l’affiche à Montréal durant 6 semaines. "Ébranlée par l’annonce de la vente future de l’Hôtel-Dieu, Annabel Loyola s’était donné la mission de révéler l’institution par son patrimoine et ses gens". Plusieurs ciné-débats ont été organisés dans les différents cinémas au Québec en présence d’invités de marque et de la cinéaste. Le film a également été diffusé simultanément sur les ondes de Canal D à l’occasion du 375e anniversaire de l’Hôtel-Dieu et de Montréal. Après une première internationale au prestigieux Festival international du film de Shanghai, et plusieurs tournées au Québec, en Ontario, au Nouveau-Brunswick et en France dans le cadre du Mois du film documentaire, le film a continué de voyager de part et d’autre de l’Atlantique. Il a été diffusé sur la chaîne de télévision française KTO, ainsi que sur ICI tou.tv EXTRA avec le court métrage d’Annabel Loyola, Les Âmes Errantes, tourné après la fermeture de l’Hôtel-Dieu de Montréal. « S’il fait œuvre de mémoire, Le dernier souffle est cependant ancré dans le présent de l’Hôtel-Dieu. […] D’ailleurs, le documentaire nous rappelle que, plus que des pierres, l’hôpital est aussi le «panthéon» de Montréal puisque les restes de Jeanne Mance reposent dans sa crypte ».

### Dernier volet d'une trilogie: un film sur la fondation de Montréal
Le troisième long métrage documentaire de la cinéaste Annabel Loyola intitulé La ville d'un rêve est sorti en mai 2022. Il a été lancé en première à la seconde édition du Festival d’histoire de Montréal et a ensuite pris l’affiche le 27 mai 2022 au Québec. Il est resté 4 semaines en salles à Montréal.
Ce nouvel opus constitue avec La folle entreprise et Le dernier souffle, le troisième volet d’une trilogie sur la fondation de Montréal. Il est « porté par une volonté de transmettre aux générations futures un pan méconnu de l’histoire de Montréal et du Québec ». Interprété par Pascale Bussières et Alexis Martin, le documentaire révèle les intentions à la genèse de Montréal: « un idéal de justice, de fraternité humaine et de dignité pour tous ». Le journaliste culturel Claude Deschênes le qualifie de « petit bijou sonore et visuel » et de « chef-d’oeuvre ».
Après une tournée au Québec à l'automne 2022, le film a été présenté en France en novembre 2022 lors de la 23e édition du Mois du film documentaire dans 9 villes, dont La Flèche et Langres, d'où sont respectivement originaires Jérôme Le Royer de La Dauversière, initiateur du projet qui a donné naissance à Montréal et Jeanne Mance, fondatrice de Montréal. Annabel Loyola apparaît dans le top 10 des « cinéastes qui se sont le plus déplacé.es [avec leur film en France] en 2022 » parmi les 470 cinéastes participant à cette édition du Mois du film documentaire.

## Filmographie

### Moyens et longs métrages
- 2010 : La Folle entreprise, sur les pas de Jeanne Mance
- 2017 : Le Dernier Souffle, au coeur de l'Hôtel-Dieu de Montréal
- 2022 : La ville d'un rêve

### Court métrage
- 2019 : Les Âmes Errantes

## Distinctions

### Récompenses
- Médaille de la Société historique de Montréal[2], 2010

- Troisième prix de la catégorie « Meilleure musique originale : documentaire » décerné au compositeur Guillaume St-Laurent pour La Folle entreprise, sur les pas de Jeanne Mance (réalisation Annabel Loyola) dans le cadre de la 2e édition du Concours des jeunes compositeurs de musique audiovisuelle de la Fondation SOCAN, 2012

### Nomination
- Prix Gémeaux 2018 : Meilleure musique originale pour Le Dernier Souffle, au cœur de l'Hôtel-Dieu de Montréal. Nomination décernée à la compositrice Fabienne Lucet

### Festivals et rendez-vous culturels marquants

#### La folle entreprise, sur les pas de Jeanne Mance, 2010
- 2010 – Festival international du film documentaire « Cinéma vérité », section Femmes et documentaire, Téhéran, Iran, première mondiale
- 2010 – 11ème édition du Mois du film documentaire[32],[33]
- 2011 – Rendez-vous du cinéma québécois, première canadienne
- 2011 – 12ème édition du Mois du film documentaire[32],[33]
- 2012 – Cinéfranco, Festival international du film francophone de Toronto, sélection officielle
- 2012 – 13ème édition du Mois du film documentaire[32],[33]
- 2013 – 14ème édition du Mois du film documentaire[32],[33]
- 2014 – 15ème édition du Mois du film documentaire[32],[33]

#### Le dernier souffle, au coeur de l'Hôtel-Dieu de Montréal, 2017
- 2017 – Rendez-vous du cinéma québécois, première mondiale
- 2017 – Festival international du film de Shanghai, première internationale
- 2017 – Festival international du cinéma des femmes de Fort-Coulonge, événement de lancement du festival
- 2017 – 18ème édition du Mois du film documentaire[34]
- 2018 – 2ème édition, Voir en perspective, Mois du documentaire[34]
- 2019 – Festival international du film d’histoire de Montréal, sélection officielle

#### Les âmes errantes, 2019
- 2019 – Syracuse International Film Festival, sélection officielle
- 2020 – Rendez-vous Québec Cinéma, sélection officielle
- 2020 – Festival international du film d’histoire de Montréal, sélection officielle

#### La ville d'un rêve, 2022
- 2022 –  Festival d'histoire de Montréal, première mondiale
- 2022 –  Festival international du film d'histoire de Montréal, sélection officielle
- 2022 – 23ème édition du Mois du film documentaire, première européenne[28]